# Las musarañas
Las musarañas (título original en gallego: Os biosbardos) es un libro de cuentos escrito por Eduardo Blanco Amor, publicado en 1962. Son relatos en primera persona, con un protagonista y narrador infantil distinto en cada cuento, ambientados en una ciudad llamada Auria, transposición literaria de su Orense natal. La traducción al castellano fue hecha por el propio autor y se publicó en la editorial Euros (Barcelona), en 1975.
El número de relatos cambió con las diferentes ediciones, siendo siete en la primera, ocho en la segunda y siete en las siguientes.
Dos de los ocho cuentos de este libro tienen como argumento el biosbardo, "Os biosbardos" y "Bartomeu e os biosbardos", y que son los que le dan su nombre al  libro.

## Contenido
Introducción del autor en la que explica la ambientación de la obra  

Os presentes contos son dunha Auria que xa non é, a soia que me sigue pertencendo … Como ambente, son todos autobiográficos; como anéidota, ningún
Los presentes cuentos son de una Auria que ya no es, la joya que me sigue perteneciendo… Como ambiente, son todos autobiográficos; como anécdota, ninguno

 la voz narrativa 

O artificio de relatar en primeira persoa, aparte de serme o máis doado, axústase ó insistente anceio de refacer unha realidade compartida, repartida, en tipos e vivencias que configuran a miña propia posibilidade vital
El hecho de relatar en primera persona, aparte de serme lo más fácil, se ajusta al insistente deseo de rehacer una realidad compartida, repartida, en tipos y vivencias que configuran a mi propia posibilidad vital

 y el tipo de lengua usada 

válome das formas populares da fala (para) levar as nosas letras até o leitor do común
me valgo de las formas populares de hablar para llevar las historias hasta el lector más común

## Relatos
- "Los biosbardos" (sólo en la segunda edición)
- "La arrasadera"

Tono cuenta las faenas que hacían los niños de su tiempo en Orense: latar, pelear, romper farolas… Él era “señorito” y no participaba, hasta que un día, Pepe el Rubio le prometió llevarlo a las arrasadeiras, robar figos a la huerta del cura; él sólo tenía que cogerlos. Todo marcha bien hasta que se oyen dos tiros y huyen todos, menos Tono que choca contra el muro y se lleva un golpe en cabeza. Aunque piensa que ha corrido y corrido, despierta en el mismo sitio, cuidado por una vieja y a su lado está el cura con la escopeta.
- "El asco"

La señora Fermina, impedida de las piernas, come, duerme y vende pan en su casopo. De joven había sido muy guapa y había servido en una casa de ricos. Tuvo una hija de soltera que se fue a Vigo y ahora es puta barata. Abelardo es hijo de un funcionario que gasta todo en el juego, en la casa pasan hambre pero como son de una estirpe ilustre, tienen que aparentar que viven bien. Le hace los recados a la señora Fermina y ella les hace el pan, además también le da algún bollo y leche mazada. Lo que menos le gusta es lavarle los pies y cortarle las uñas. Un día que llovía mucho, lo invitó a comer y también le dio vino. Luego comenzó a destapar se las piernas, a pedirle que le rascara, a acariciarse contra él… A él le dio tanto asco que la empujó, y huyó corriendo. No le contó nada a su madre pero no volvió a ver a la señora Fermina.
- "El encalatro"

Alberte (Alberto), de familia pobre, se deja engañar por Crisanto, hijo de una soltera, que lo convence para que vaya a ver su abuelo, hombre muy rico que vive en Barra de Miño, en un pazo. Echan a andar por la vía del tren pero al llegar a Barra de Miño le dice que no sabe cuál es el pazo, que sólo lo vio una vez de pequeño y que murió el año pasado, pero que en la siguiente estación, Los Peares, vive su abuela que aún es mejor. Para allá andan, todo el día, hasta que Alberte no puede más y Crisanto lo mete en la estación, donde lo último que ve es al jefe de la estación y a dos guardias civiles.
- "Primera comunión"

Luisiño Cardemil Sampaio repasa la doctrina para la Primera Comunión, de la que no entiende nada,  y tiene un miedo atroz a romper el ayuno, porque se condenaría para siempre jamás. La noche antes tuvo que acostarse a las nueve, como siempre, y al día siguiente ya despertó a las seis de la mañana con mucha hambre y la misa no sería hasta las once. Recuerda todos los preparativos y la llegada de parientes; al meterse la mano en un bolsillo del pantalón encuentra una castaña seca y se pone a roerla. Ya en la iglesia, camino del altar para comulgar, toca con la lengua una miga de la castaña y no sabe qué hacer. Al fin, abre la boca y comulga.
- "Bartomeu y los biosbardos"

Bartomeu es un chico del que se desconoce su edad, su origen y si ése es su nombre real. Apareció un día, herido, con un afilador que lo dejó en la casa de la tía del narrador y no lo volvió a buscar. Trabajaba mucho y siempre reía, hasta en los momentos más inoportunos, y sabía hacer muchas cosas: silbar como los ángeles, parar el viento y el agua… Un día enfermó de viruela el primo del narrador y Bartomeu se contagió; el primo se recuperó y Bartomeu murió pero cuando el narrador fue a ver su cadáver estaba blanco, sin signos aparentes de haber sufrido la viruela. Hoy aún no sabe quién era…
- "El salvamento"

Pedro, que está estudiando bachillerato, conoce al tío Ramón, un “americano" que no hace más que hablar mal de todo lo de aquí y halagar a lo de allá, siempre vestido de punta en blanco. Sólo el día de la romería, poco antes de volver para América, come, bebe, baila… y pierde el sentido. Cuando Pedro acaba el bachillerato le manda un pasaje de tercera para que emigre junto a él pero el chico se niega, para alegría de su padre.
- "El estreno"

El día del Corpus Christi, con ropa de estreno, un chaval ve a una niña con su madre y embelesado recorre la ciudad de Orense tras ellas: iglesias, paseos, al lado del río… Llega tarde a almorzar a la casa y por la tarde vuelve a recorrer la ciudad buscándolas, va a ver el aviador (que viene por primera vez) y va al “ferial”, pero no las vuelve a ver. A la noche lo encuentra su padre y lo lleva para la casa después de darle unas bofetadas. Al día siguiente sabrá que eran extranjeras y habían parado en el hotel.